# Antígono (Hasse)
Antígono (título original en italiano, Antigono) es una ópera seria o dramma per musica en tres actos con música de Johann Adolf Hasse y libreto en italiano de Pietro Metastasio. Originalmente planeado para estrenarse en octubre de 1743 en Hubertusburg, el estreno comprobado fue el 20 de enero de 1744 en el Kurfürstliches Hoftheater de Dresde. Se representó en Hamburgo el 10 de septiembre de 1744, en Nápoles ese mismo año con adaptación de A. Palella.
Una de sus arias más conocidas es Perchè se tante siete.
- Datos: Q5700544
- Multimedia: Antigono (Hasse) / Q5700544